# (920) Rogeria
(920) Rogeria – planetoida z pasa głównego asteroid okrążająca Słońce w ciągu 4 lat i 91 dni w średniej odległości 2,62 au. Została odkryta 1 września 1919 roku w Landessternwarte Heidelberg-Königstuhl w Heidelbergu przez Karla Reinmutha. Nazwa pochodzi od imienia żeńskiego. Przed nadaniem nazwy planetoida nosiła oznaczenie tymczasowe (920) 1919 FT.